# Nucingen Haus
Nucingen Haus (também em francês La Maison Nucingen) é um filme romeno-franco-chileno dirigido por Raúl Ruiz, lançado em 2008.

## Resumo
William, jovem aristocrata expatriado para o Chile no começo do século XX, nos anos de 1920, joga pôquer. Certa noite ele ganha uma casa próxima a Santiago. Ele decide se instalar nela com sua esposa, que tem necessidade de repouso. Mas a comitiva de recepção é muito especial, composta de personagens intrometidas e de Léonor, um fantasma.

## Elenco
- Elsa Zylberstein : Anne-Marie
- Jean-Marc Barr : William Henry James III
- Laurent Malet : Bastien
- Audrey Marnay : Léonore
- Laure de Clermont : Lotte
- Thomas Durand : Dieter
- Luis Mora : médico
- Miriam Heard : Ully
- Anna Sigalevitch (voz)
- Lolita Chammah (voz)
- Olivier Torres (voz)
- François Margolin (voz)